# Civilization (Brettspiel)
Civilization ist ein Strategie-Brettspiel von Francis G. Tresham, veröffentlicht 1980 im eigenen britischen Spieleverlag Hartland Trefoil. In den Vereinigten Staaten erschien diese Version 1981 bei Avalon Hill. Später gab es eine veränderte Lizenzversion von Gibsons Games, die in verschiedenen Sprachen verlegt wurde. Die deutsche Ausgabe erschien 1988 bei Piatnik/Welt der Spiele. Avalon Hill brachte wiederum eine Weiterentwicklung der Ursprungsvariante, Advanced Civilization heraus. 1989 ist eine französische Version bei Jeux Descartes erschienen, eine spanische Version gab es von Joc Internacional.
Ziel des Spiels ist es, eine Zivilisation von den frühesten Anfängen in der Steinzeit bis in die späte Eisenzeit zu bringen.

## Kurzbeschreibung
Das Brettspiel Civilization benutzt einen Spielplan, der eine Karte vom östlichen Mittelmeer bis an den Persischen Golf zeigt. Jeder der bis zu sieben Spieler wählt eine der neun Zivilisationen, die festgelegte Startregionen haben. Es gibt keine militärischen Einheiten, sondern nur Bevölkerungssteine und Schiffe. Die Regeln für Vermehrung, Bewegung und Kampf sind sehr einfach, Civilization ist auch kein Kriegsspiel: Wer länger Krieg führt, verliert im Vergleich zu friedlicheren Spielern. Wichtig ist das Gründen von Städten, da man nur für Städte Handelskarten bekommt. Handelskarten sind umso wertvoller, je mehr gleiche man besitzt, dazu ist Handel mit den Mitspielern notwendig (ein Konzept, das in den Siedlern von Catan kopiert wurde). Mit genügend Handelskarten kann man zivilisatorische Fortschritte erwerben, die für den Spielsieg ausschlaggebend sind. Die Westeuropa-Erweiterung von Civilization für bis zu acht Spieler vergrößert die Karte, so dass auch das westliche Mittelmeergebiet dabei ist, und umfasst einige zusätzliche Handelskarten, so dass es jetzt zu jedem Zahlenwert zwei Handelsgüter und Katastrophen gibt. Wesentliche Regeländerungen sind jedoch nicht dabei.

## Ziel des Spiels
Der Spielverlauf simuliert die Weiterentwicklung der Zivilisation in den Ländern des Altertums: die Völker kommen zu Beginn des Spieles von ihren vorgegebenen historischen Landfeldern aus ins Spiel, um sich dann durch Vermehrung weiter auszubreiten und sich durch Städtebau und Handel weiterzuentwickeln. Es gilt im Laufe des Spieles, bestimmte Zwischenziele zu erreichen, um in der optimalen Zeit das letzte Feld der Zeitskala zu erreichen. Folgende Völker kämpfen um die Vorherrschaft in Europa, beginnend im Südwesten und dem Uhrzeigersinn folgend (Kreta startet als einziges nicht am Rand, sondern in der Mitte der Karte):
- Afrikaner (braun)
- Italer (in der Western-Expansion-Map-Erweiterung ersetzt durch Iberer) (rot)
- Illyrer (gelb)
- Thraker (grün)
- Kreter (hellgrün)
- Asiaten (orange)
- Assyrer (blau)
- Babylonier (hellblau)
- Ägypter (beige)

Natürlich gibt es auch Kleinkriege unter Nachbarn, Katastrophen wie Seuchen, Aufstände, Piraten und ähnliches, die man durch Erreichen bestimmter Zivilisationsstufen wirksamer bekämpfen kann.
Das Spiel hat eine längere Spieldauer, die selbst bei erfahrenen Spielern und zügiger Spielweise nicht unter vier (bei längeren Spielen durchaus aber auch zehn oder mehr) Stunden liegt. Die Komplexität des Themas ist jedoch so stimmig umgesetzt, dass man sich unter Kennern gerne auch per Post zusammenfindet, da die optimale Spielerzahl auch noch bei 7 liegt. Die relative Häufigkeit der Katastrophen, die teilweise mehrere Spieler betreffen und ganze Zivilisationen zurückwerfen, werden für einen zügigen Spielverlauf häufig nach gemeinsamer Absprache verteilt, um den Schaden für alle gering zu halten. Dies ist aber nicht immer der Fall, und so können Seuchen und Hungersnöte den gesamten Spielverlauf verzögern.

## Versionen
Es existieren vier Versionen von Civilization:

### Originalversion
Die 1980 entwickelte Urversion erschien im Vereinigten Königreich 1981 bei Francis Treshams eigener Firma Hartland Trefoil in Northampton unter dem Namen Civilization. Dieselbe Version wurde 1982 unter Lizenz Hartland Trefoil durch Avalon Hill in den Vereinigten Staaten vertrieben. Bei dieser Version für bis zu 7 Spieler starten die Zivilisationen (außer Kreta) von einem beliebigen durch einen Streifen in der entsprechenden Farbe markierten Randfeld aus. 1988 brachten Hartland Trefoil in England und Avalon Hill in Amerika die Civilization Western Expansion Map heraus, bei der die Italer durch die Iberer ersetzt wurde und sich die Startposition der Afrikaner am linken Rand etwas änderten. Außerdem erschien noch ein Trade Card Expansion Pack, durch welches 7 neue Handelsgüter und Katastrophen ins Spiel kamen.

### Advanced Civilization
1991 brachte Avalon Hill mit seiner Lizenz unter dem Namen Advanced Civilization eine Erweiterung für das Grundspiel auf den Markt, das viele Fehler aus der Ursprungsversion beseitigen sollte, u. a. die Tatsache, dass Versäumnisse in der Entwicklungstabelle nur schwer wieder aufzuholen sind. Die Erweiterung machte die neuen Karten der West- und Handelskartenerweiterung überflüssig, weil sie selbst mit neuen Handels- und Entwicklungskarten daher kam, sogar mit der neuen Kategorie Religion. Einzig der Spielplan der Westerweiterung war nicht enthalten.
Avalon Hill wurde 1998 von Hasbro aufgekauft, das es unter der Sparte Avalon Hill strategic board games der eigenen kurz vorher aufgekauften Firma Wizards of the Coast einverleibte.
Hartland Trefoil wurde ebenfalls 1998 von Microprose aufgekauft, das schließlich ebenfalls bei Hasbro in der Computerspiel-Sparte Hasbro Interactive landete, die dann an Infogrames veräußert wurde.
Von Advanced Civilization gibt es eine Umsetzung als Computerspiel.

### Gibsons Games
Die Firma Gibsons Games aus London erhielt 1988 eine nicht exklusive Lizenz, einen Klon des Originalspiels unter dem Namen Civilization anzufertigen. Diese Version ist viel kritisiert worden, weil sie die Regeln stark kürzt und vereinfacht. Zudem wurde der Spielplan des Originalspiels, der topologische Besonderheiten zeigte, durch eine liebloser wirkende Variante mit einfarbigen Feldern ersetzt; die Startpositionen der Spieler wurden auf ein bestimmtes Feld festgelegt. Diese Version von Civilization wurde übersetzt und in Deutschland und Österreich durch Welt der Spiele/Edition Spielkunst bzw. Piatnik vertrieben. Auch hierfür erschien eine Westeuropa-Erweiterung, bei der aber anders an als in der Urversion die Iberer als zusätzliches Volk und die Gallier als Alternative zu den Italern hinzu kommen. Außerdem sind die Unterschiede der verschiedenen Spielpläne noch größer als beim Hauptspiel, es erschienen als Konzept neue Handelskarten, unter anderem auch kombinierte.
Diese Version wurde von Gibsons Games 2018, 30 Jahre nach Ersterscheinen, neu aufgelegt.

### Mega Civilization
Der niederländische Spieleverlag 999 Games veröffentlichte in Kooperation mit Pegasus Spiele zur Spielemesse in Essen 2015 eine auf 3000 Stück limitierte erweiterte Version von Civilization. Das Spiel stellt eine im Rahmen des Civilization Expansion Project von Fans im Laufe von 15 Jahren weiter entwickelte Version von Advanced Civilization dar und vergrößert die bisherige Karte um den indischen Subkontinent. Dadurch erhöht sich die mögliche Spielerzahl auf 5–18, wobei bei kleineren Spielerzahlen nur ein Teil der vier Spielbretter benutzt wird. Das Spiel wurde zudem um weitere Zivilisationsfortschritte und Handelswaren erweitert, und die Regeln wurde teilweise verfeinert.
Diese Version wurde weiter entwickelt zu dem Spiel Mega Empires, welches 2022 erneut in kompletter Version herausgekommen ist, aber bereits zuvor als Western Empires 2019 bzw. Eastern Empires 2021 als zwei eigenständige, aber kombinierbare Spiele veröffentlicht wurde.

## Sid Meier’s Civilization
Zusätzlich existieren noch zwei weitere Brettspiele gleichen Namens die mit dem hier besprochenen in keinem Zusammenhang stehen:
- 2002 erschien bei Eagle Games Sid Meier’s Civilization: The Board Game von Glenn Drover. Es basiert auf dem Computerspiel Civilization von Sid Meier.
- Dezember 2010 erschien bei Fantasy Flight Games ein anderes Spiel namens Sid Meier’s Civilization: The Board Game von Kevin Wilson. Die Veröffentlichung in deutscher Sprache fand im Juni 2011 statt.[4]

## Civilization: Call to Power
Aufgrund des Vorhandenseins mehrerer Lizenzen für den Namen Civilization konnte Activision die Rechte erwerben und das Computerspiel Civilization: Call to Power herausbringen, was zu einem jahrelangen Rechtsstreit mit Hasbro führte.